# Червиці
Червиці (Cossidae) — родина лускокрилих комах. Містить близько 700 видів.

## Поширення
Родина поширена по всьому світі. Найбільшого різноманіття сягає у тропічних регіонах Африки та Азії. В Україні трапляється 12 видів червиць. Найпоширеніші види червиця пахуча (Cossus cossus) та червиця в'їдлива (Zeuzera pyrina).

## Опис
Метелики середнього та великого розміру. У найбільшого виду Endoxyla cinereus розмах крил може сягати 22 см. Крила вузькі та довгі. Забарвлення крил сіре або коричневе, часто з численними чорними або білими смужками та плямами. Багато видів мають захисне забарвлення, що схоже на кору або відламану гілочку. Ротовий апарат нерозвинений, імаго не живляться, а живуть за рахунок внутрішніх запасів. Гусениці гладкі, з рідкісними волосками.

## Спосіб життя
Метелики активні вночі. Лише представники підродини Ratardinae літають вдень. Личинки живуть у стовбурах дерев, або стеблах чи коріннях трав'янистих рослин. Деякі види у стадії гусениці живуть два-три роки. Заляльковуються у своїх тунелях.

## Класифікація

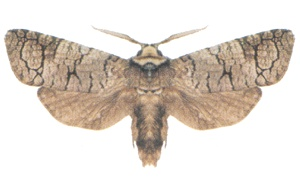
Zyganisus caliginosus

- Підродина Catoptinae
- Підродина Chilecomadiinae
- Підродина Cossinae
- Підродина Cossulinae
- Підродина Hypoptinae
- Підродина Mehariinae
- Підродина Metarbelinae
- Підродина Politzariellinae
- Підродина Pseudocossinae
- Підродина Ratardinae
- Підродина Stygiinae
- Підродина Zeuzerinae

- Роди incertae sedis:

| - Acritocera - Anastomophleps - Archaeoses - Charmoses | - Dolecta - Eusthenica - †Gurnetia - Huayna | - Psychidarbela - Ptilomacra - Schausiania |